# 林清 (成化進士)
林清（1434年—？），字源洁，福建福州府福清縣人，民籍。明朝政治人物。進士出身。

## 生平
天顺六年，福建壬午乡试中舉。成化八年，登壬辰科會試中進士，擔任開化縣知縣。

## 家族
曾祖父林宗厚。祖父林懋。父亲林節。